# Viktoras Giedrys
Viktoras Giedrys, litovski general, * 1894, † 1955.